# Gendrey
Gendrey település Franciaországban, Jura megyében. Lakosainak száma 438 fő (2022. január 1.). Gendrey Ougney, Orchamps, Auxange, La Barre, Lavans-lès-Dole, Louvatange, Ranchot, Romain, Saligney, Sermange és Taxenne községekkel határos.

## Népesség
A település népességének változása:
| Lakosok száma | 256  | 222  | 258  | 358  | 408  | 423  | 428  | 425  | 431  | 438  |
|               | 1968 | 1982 | 1990 | 2006 | 2013 | 2015 | 2017 | 2019 | 2020 | 2022 |